# Délégué du gouvernement fédéral pour la Politique des droits humains et l'Aide humanitaire
Le délégué du gouvernement fédéral pour la Politique des droits humains et l'Aide humanitaire (Beauftragter der Bundesregierung für Menschenrechtspolitik und Humanitäre Hilfe) est un poste de la hiérarchie de l'office des Affaires étrangères d'Allemagne, tout en étant indépendant du ministre fédéral.

## Statut
Le délégué est indépendant du ministre fédéral et de son administration. Il constitue l'interlocuteur du gouvernement fédéral concernant les questions des droits humains et de l'aide humanitaire. À ce titre, il doit avec un contact direct avec les autres ministères des Affaires étrangères. Ne pouvant recevoir d'instructions, il peut donc s'affranchir des contradictions présentes au sein du gouvernement allemand.

## Fonctions
Sa mission consiste à suivre les développements politiques dans ses domaines de compétences et à faire des propositions au ministre fédéral des Affaires étrangères pour l'élaboration de la politique allemande dans le champ des droits humains et de l'aide humanitaire. Il est également en contact avec les autres ministères fédéraux, les groupes parlementaires au Bundestag, les Länder, la commission de coordination de l'aide humanitaire, ainsi que les ONG et les fondations en rapport avec ces questions.
Il est en outre chargé de représenter la politique gouvernementale allemande à l'extérieur, dans son domaine de compétences, maintenir les contacts internationaux nécessaires à sa mission et participer à des conférences internationales traitant des sujets le concernant.

### Critiques
Selon Amnesty International, ce poste ne sert qu'à délivrer une « rhétorique sans conséquence », faute de compétences et de moyens humains.

## Titulaires
| Nom | Nom                | Dates          | Dates           | Parti | Ministre                            | Chancelier  |
| --- | ------------------ | -------------- | --------------- | ----- | ----------------------------------- | ----------- |
|     | Gerd Poppe         | 1998           | 2003            | Verts | J. Fischer                          | G. Schröder |
|     | Claudia Roth       | 14 mars 2003   | 2 octobre 2004  | Verts | J. Fischer                          | G. Schröder |
|     | Tom Koenigs        | 2005           | 2005            | Verts | J. Fischer                          | G. Schröder |
|     | Günter Nooke       | 8 mars 2006    | 31 mars 2010    | CDU   | F.-W. Steinmeier G. Westerwelle     | A. Merkel   |
|     | Markus Löning      | 1er avril 2010 | janvier 2014    | FDP   | F.-W. Steinmeier G. Westerwelle     | A. Merkel   |
|     | Christoph Strässer | janvier 2014   | 29 février 2020 | SPD   | F.-W. Steinmeier                    | A. Merkel   |
|     | Bärbel Kofler      | 1er mars 2016  | 5 janvier 2022  | SPD   | F.-W. Steinmeier S. Gabriel H. Maas | A. Merkel   |
|     | Luise Amtsberg     | 5 janvier 2022 | en fonction     | Verts | A. Baerbock                         | O. Scholz   |